# Joshua (Vorname)
Joshua [ˈd͡ʒɑʃ.u.ə] ist ein männlicher Vorname.

## Herkunft und Bedeutung
יְהוֹשֻׁעַ jəhōšuaʿ bedeutet „der Herr hilft“ und kommt aus dem Hebräischen.

## Verbreitung
Als englischer Name ist Joshua seit der Reformation in Gebrauch.
In den USA war der Name im ausgehenden 19. Jahrhundert mäßig beliebt. Bis in die 1930er Jahre hinein sank seine Popularität, nahm dann jedoch wieder langsam zu. Ende der 1960er Jahre begann ein steiler Aufstieg des Namens in den Vornamenscharts. Belegte der Name im Jahr 1965 noch Rang 362 der Vornamenscharts, stand er im Jahr 1970 bereits auf Rang 150. Im darauffolgenden Jahr stieg er 70 Plätze auf und belegte mit Rang 80 erstmals eine Platzierung in den Top-100. Von 1979 bis 2009 belegte Joshua durchgängig einen der 10 ersten Ränge der Hitliste. Seitdem sinkt seine Popularität. Im Jahr 2021 belegte der Name Rang 58 der Vornamenscharts.
In Kanada erreichte Joshua im Jahr 1972 die erste Top-100-Platzierung. In den Jahren 2000 und 2001 erreichte er mit Rang 2 seine bislang höchste Platzierung in den Vornamenscharts. Seitdem wird der Name seltener vergeben, im Jahr 2019 stand Joshua auf Rang 46 der Hitliste.
In Australien stieg der Name Joshua im Jahr 1971 in die Top-100 der Vornamenscharts auf. Von 1993 bis 2002 stand er an der Spitze der Vornamenscharts. In den 2010er Jahren sank die Popularität des Namens deutlich. Im Jahr 2021 belegte Joshua Rang 42 der Hitliste. Ein ähnliches Bild zeigt sich in Neuseeland, wo sich Joshua ebenfalls neun Jahre lang auf Rang 1 der Hitliste hielt. Zuletzt belegte der Name dort Rang 47 der Vornamenscharts (Stand 2021).
Auch im Vereinigten Königreich ist der Name sehr populär. In Schottland zählt er seit 1989 zur Top-100 der Vornamenscharts. Im Jahr 2005 erreichte er mit Rang 21 seine bislang höchste Platzierung, zuletzt belegte er Rang 35 der Hitliste. In Nordirland erreichte Joshua zu Beginn des 21. Jahrhunderts immer wieder Top-10-Platzierungen. Zwischen 2019 und 2021 sank der Name in der Hitliste von Rang 18 auf Rang 50. In England und Wales gehörte Joshua bereits in den 1990er Jahren zur Top-10 der Vornamenscharts. Im Jahr 2012 verließ er diese Hitliste, ist jedoch trotz leicht sinkender Popularität immer noch beliebt. Im Jahr 2020 belegte der Name in Rang 23 der Vornamenscharts.
In Deutschland wird Joshua seit den 1980er Jahren regelmäßig vergeben. Seit den 1990er Jahren gehört er zu den 100 meistgewählten Jungennamen. Die Spitzenränge erreichte der Name jedoch nie. Im Jahr 2021 belegte Joshua Rang 55 der Vornamenscharts. In Deutschland wird der Name jedoch meist eingedeutscht und analog zum kroatischen Jošua ausgesprochen, jedoch ist auch die englische Aussprache möglich. Seltener kommt es vor, dass der Name wie beim Fußballer Joshua Kimmich wie Josua ausgesprochen wird. Obwohl auch die eingedeutschte Schreibweise Joschua existiert, wird diese nur von etwa 11 % der Namensträger getragen. 89 % der Eltern wählen die englische Schreibweise Joshua. Äußerst selten kommt auch die Variante Yoshua vor.

## Varianten
In Deutschland existieren neben Joshua auch die Schreibweisen Joschua und Yoshua. Ein Diminutiv des Namens ist Josh, in Deutschland auch Josch.
Für weitere Varianten: siehe Josua#Varianten

## Namensträger

### A
- Joshua Alba (* 1982), US-amerikanischer Schauspieler
- Joshua W. Alexander (1852–1936), US-amerikanischer Politiker
- Joshua Angrist (* 1960), US-amerikanischer Wirtschaftswissenschaftler und Nobelpreisträger

### B
- Joshua Baker (1799–1885), US-amerikanischer Politiker
- Joshua Bale (* 1995), italienischer Sänger, siehe Joshua (Sänger)
- Joshua Barnes (1654–1712), britischer Hochschullehrer und Altphilologe
- Joshua Barnes Howell (1888–1966), US-amerikanischer Musiker
- Joshua Beckley (* 1990), US-amerikanischer Pokerspieler
- Joshua Bloch (* 1961), US-amerikanischer Softwareingenieur und Autor
- Joshua Bluhm (* 1994), deutscher Bobsportler
- Joshua Breakstone (* 1955), US-amerikanischer Gitarrist des Modern Jazz
- Joshua Brenet (* 1994), niederländischer Fußballspieler
- Joshua Brillante (* 1993), australischer Fußballspieler

### C
- Joshua Lawrence Chamberlain (1828–1914), General der United States Army im Sezessionskrieg und Politiker
- Joshua Close (* 1981), kanadischer Schauspieler
- Joshua Cohen (* 1980), US-amerikanischer Schriftsteller

### D
- Joshua van Dalsum (* 2003), deutscher Schauspieler
- Joshua Dobbs (* 1995), US-amerikanischer American-Football-Spieler
- Joshua Dunkley-Smith (* 1989), australischer Ruderer
- Joshua Dürksen (* 2003), deutsch-paraguayischer Automobilrennfahrer

### E
- Joshua Edmondson (* 1992), britischer Radrennfahrer
- Joshua Epstein (* 1940), israelischer, in Deutschland wirkender Violinist
- Josh Evans (* ≈1985), US-amerikanischer Jazztrompeter

### F
- Joshua Farris (* 1995), US-amerikanischer Eiskunstläufer
- Joshua Ferris (* 1974), US-amerikanischer Schriftsteller
- Joshua Filler (* 1997), deutscher Poolbillardspieler

### G
- Joshua Gatt (* 1991), US-amerikanischer Fußballspieler
- Joshua Goldstein (* 1965), US-amerikanischer Bevölkerungswissenschaftler und Soziologe
- Joshua Grenier (* 1979), US-amerikanischer Fußballspieler
- Joshua Groß (* 1989), deutscher Schriftsteller

### H
- Joshua Harris (* 1974), US-amerikanischer Autor und Pfarrer
- Joshua Harrison (* 1995), australischer Radsportler
- Joshua Hartmann (* 1999), deutscher Leichtathlet
- Joshua Herdman (* 1987), britischer Schauspieler
- Abraham Joshua Heschel (1907–1972), jüdischer Schriftgelehrter und Religionsphilosoph polnischer Herkunft
- Joshua Homme (* 1973), US-amerikanischer Rockmusiker
- Joshua Hurlburt-Yu (* 1994), kanadischer Badmintonspieler

### I
- Josh Inglis (* 1995), australischer Cricketspieler
- Joshua Inman (* 1980), US-amerikanischer Ruderer

### J
- Joshua Jackson (* 1978), kanadischer Schauspieler
- Joshua John (* 1988), niederländischer Fußballspieler
- Josh Jooris (* 1990), kanadischer Eishockeyspieler

### K
- Joshua Kadison (* 1963), US-amerikanischer Popmusiker
- Joshua Kennedy (* 1982), australischer Fußballspieler
- Joshua Kimmich (* 1995), deutscher Fußballspieler
- Joshua King (1798–1857), britischer Mathematiker
- Joshua King (* 1992), norwegischer Fußballspieler

### L
- Josh Lambo (* 1990), US-amerikanischer American-Football- und ehemaliger Fußballspieler
- Joshua Lange (* 1994), deutscher Musiker, Komponist und Produzent
- Joshua Lederberg (1925–2008), US-amerikanischer Molekularbiologe und Genetiker
- Joshua B. Lee (1892–1967), US-amerikanischer Politiker (Demokratische Partei)
- Joshua Logan (1908–1988), US-amerikanischer Film- und Theaterregisseur
- Josh Lucas (* 1971), US-amerikanischer Schauspieler und Produzent

### M
- Joshua J. Macrae (auch Josh Macrae), britischer Schlagzeuger und Musikproduzent
- Joshua Magee (* 1994), irischer Badmintonspieler
- Josh Magennis (* 1990), nordirischer Fußballspieler
- Josh Maja (* 1998), nigerianischer Fußballspieler
- Joshua Malina (* 1966), US-amerikanischer Schauspieler
- Joshua Marston (* 1968), US-amerikanischer Filmregisseur und Drehbuchautor
- Joshua L. Martin (1799–1856), amerikanischer Politiker (Demokratische Partei)
- Joshua Treadwell McCown (* 1979), US-amerikanischer American-Football-Spieler
- Josh McEachran (* 1993), englischer Fußballspieler
- J. D. McKissic (* 1993), US-amerikanischer American-Football-Spieler
- Joshua Mees (* 1996), deutscher Fußballspieler
- Joshua Meyrowitz (* 1949), US-amerikanischer Kommunikationswissenschaftler und Medientheoretiker
- Josh Morris (* 1991), englischer Fußballspieler
- Josh Myers (* 1998), US-amerikanischer American-Football-Spieler

### N
- Joshua Nadeau (* 1994), französischer Fußballspieler
- Joshua Nkomo (1917–1999), simbabwischer Politiker
- Joshua Norton (1819–1880), Geschäftsmann aus San Francisco

### O
- Callum Joshua Ryan O’Dowda (* 1995), irisch-englischer Fußballspieler
- Josh Onomah (* 1997), englischer Fußballspieler
- Joshua Oppenheimer (* 1974), US-amerikanischer Filmregisseur

### P
- Joshua Pim (1869–1942), irischer Tennisspieler
- Joshua Primo (* 2002), kanadischer Basketballspieler
- Joshua Putze (* 1994), deutscher Fußballspieler

### Q
- Joshua Quarshie (* 2004), deutscher Fußballspieler

### R
- Joshua Radin (* 1974), US-amerikanischer Musiker, Sänger und Autor
- Joshua Redman (* 1969), US-amerikanischer Jazz-Saxophonist
- Joshua Reynolds (1723–1792), englischer Maler
- Joshua Rifkin (* 1944), US-amerikanischer Dirigent und Musikwissenschaftler
- Joshua Rose (* 1981), australischer Fußballspieler
- Josh Rosen (* ≈1974), US-amerikanischer Jazzmusiker und Hochschullehrer

### S
- Josh Sargent (* 2000), US-amerikanischer Fußballspieler
- Josh Simpson (* 1983), kanadischer Fußballspieler
- Joshua Sinclair (* 1953), US-amerikanischer Drehbuchautor und Regisseur
- Joshua Slack (* 1976), australischer Beachvolleyballspieler
- Joshua Slocum (1844–1909), Seemann und Reiseschriftsteller
- Josh Smith (* 1985), US-amerikanischer Basketballspieler
- Joshua Smith (* 1992), US-amerikanischer Fußballspieler
- Joshua Steiger (* 2001), österreichischer Fußballspieler
- Joshua Suherman (* 1992), indonesischer Pop-Musiker
- Joshua Sturm (* 2001), österreichischer Skirennläufer

### T
- Joshua Tiven (* 1978), US-amerikanischer Basketballschiedsrichter
- Joshua Tree (* 1986), deutscher Romanautor
- Joshua Tui Tapasei (* 1979), tuvaluischer Fußballspieler
- Josh Tymon (* 1999), englischer Fußballspieler

### U
- Josh Unice (* 1989), US-amerikanischer Eishockeytorwart

### V
- Joshua Van Sant (1803–1884), US-amerikanischer Politiker
- Josh Vokey (* 20. Jh.), kanadischer Charakterschauspieler

### W
- Josh Wagenaar (* 1985), kanadischer Fußballspieler
- Joshua Whatley (* 2005), britischer Motorradrennfahrer
- Josh Wicks (* 1983), US-amerikanischer Fußballspieler
- Josh Windass (* 1994), englischer Fußballspieler
- Josh Wolff (* 1977), US-amerikanischer Fußballspieler

### Y
- Josh Young (* 1988), US-amerikanischer Basketballspieler

### Z
- Joshua Zak (1929–2024), israelischer theoretischer Physiker
- Joshua Zeller (* 2000), britischer Hürdenläufer
- Joshua Zirkzee (* 2001), niederländischer Fußballspieler